# Hor II
Suadyekara Hori, Hori, u Hor II, fue un faraón de la dinastía XIII de Egipto, que gobernó ca. 1638-1633 a. C.
Sólo se conoce porque su nombre, Suadyekara Hori, está inscrito en un fragmento del Canon Real de Turín, en el registro VII, 7, indicando que reinó cinco años... y ocho días.
Este soberano sólo gobernó en una pequeña zona del Alto Egipto, siendo contemporáneo de los reyes de las dinastías XIV, XV y XVI.

## Titulatura
| Titulatura | Jeroglífico | Transliteración (transcripción) - traducción - (referencias) |

| M23 | L2 | Ca1 | N5 | S29 | M13 | D28 | Z1 | G7 | Ca2 | G7 | G5 | M17 |

| M23 | L2 | Ca1 | N5 | S29 | M13 | D28 | Z1 | G7 | Ca2 | G7 | G5 | M17 |

| N5 | S29 | M13 | D28 | Z1 |

| N5 | S29 | M13 | D28 | Z1 |

| N5 | S29 | M13 | D28 | Z1 |

| N5 | S29 | M13 | D28 | Z1 |

| N5 | S29 | M13 | D28 | Z1 |

| N5 | S29 | M13 | D28 | Z1 |

| N5 | S29 | M13 | D28 | Z1 |

| N5 | S29 | M13 | D28 | Z1 |

| N5 | S29 | M13 | D28 | Z1 |

| N5 | S29 | M13 | D28 | Z1 |

| N5 | S29 | M13 | D28 | Z1 |

| N5 | S29 | M13 | D28 | Z1 |

| N5 | S29 | M13 | D28 | Z1 |

| N5 | S29 | M13 | D28 | Z1 |

| N5 | S29 | M13 | D28 | Z1 |

| N5 | S29 | M13 | D28 | Z1 |

| G5 | M17 |

| G5 | M17 |

| G5 | M17 |

| G5 | M17 |

| G5 | M17 |

| G5 | M17 |

| G5 | M17 |

| G5 | M17 |

| G5 | M17 |

| G5 | M17 |

| G5 | M17 |

| G5 | M17 |

| G5 | M17 |

| G5 | M17 |

| G5 | M17 |

| G5 | M17 |